# Černý pasažér (kolektivní jednání)

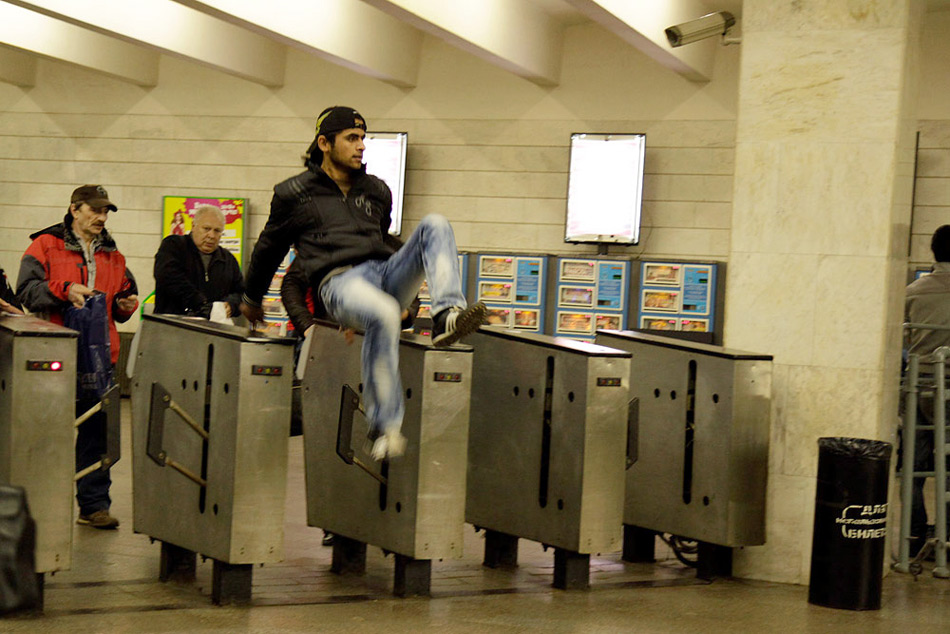
Neplatící cestující v metru.

Černý pasažér (angl. free rider nebo free-rider) je pojem, který byl poprvé definován v ekonomické teorii veřejných statků, avšak používán je i dalšími společenskovědními disciplínami jako je právo, psychologie nebo sociologie. Černý pasažér je označení pro člověka, který je členem sociální skupiny a využívá její statky a služby aniž by za ně zaplatil, nebo se podílel na jejich vytvoření. Tento problém se zvětšuje úměrně k velikosti skupiny (čím větší skupina, tím větší pravděpodobnost, že se v ní černí pasažéři objeví). Tato situace je velmi dobře viditelná na úrovni státu, ve kterém ne všichni přispívají do daňového systému, ale téměř všichni využívají některé veřejné statky (obrana, vnitřní bezpečnost, infrastruktura, ochrana ovzduší apod.).
Podle Mancura Olsona vede tento způsob chování v rámci kolektivního jednání k podvýrobě statků a služeb, jelikož bohatší jedinci ve společnosti hrají při tvorbě statků mnohem větší roli než ti chudší. Ti se naopak (podle teorie racionální volby) snaží přirozeně těchto statků využívat, aniž by nějak přispěli k jejich výrobě. Problém černého pasažéra je velmi častý u veřejných statků a služeb, jelikož jsou tzv. nevýlučné (neplatícím uživatelům nemůže být užívání odepřeno) a zároveň jejich užívání jednotlivcem nezmenšuje počet dostupných statků a služeb pro ostatní.

## Historie
Problém černého pasažéra je známý po tisíciletí. Zmínky o něm můžeme nalézt již v Platónově Ústavě. Později se problematice věnovali i další filozofové jako Adam Smith, John Stuart Mill nebo David Hume. Právě Hume na problém v roce 1740 upozornil, když na příkladu sousedů se společným odtokem z louky vysvětloval komplexnost kolektivního jednání. Přesně byl však analyzován a definován až americkým sociologem a ekonomem Mancurem Olsonem v jeho publikaci The Logic of Collective Action z roku 1965.

### Kolektivní jednání podle Mancura Olsona
V knize The Logic of Collective Action: Public Goods and the Theory of Groups vznesl Olson názor, že členové větších skupin nebudou přispívat k dosažení společného cíle, aniž by byli motivováni vidinou osobního prospěchu. Tím zpochybnil do té doby uznávanou teorii, která předpokládá, že pokud mají všichni ve skupině společný zájem, budou se ho vždy snažit kolektivně dosáhnout. Olson dále definoval důvody, kvůli kterým je problém černého pasažéra četnější v relativně větších skupinách. Je to například skutečnost, že s rostoucí skupinou se zvětšují i náklady na její organizaci, zároveň má pak každý člen skupiny menší podíl na dosaženém cíli. Těmto problémům se dá ale podle Olsona částečně předejít federalizací skupiny. Olson také vytvořil termín „institucionální skleróza“, kterým označuje období politického klidu, které brání vzniku problému černého pasažéra.
Teorii Mancura Olsona lze jednoduše vyjádřit na následujícím příkladu, kdy je zdroj ve společném vlastnictví. Nastane situace, kdy se objeví ropa pod domy několika majitelů (pomineme-li fakt, že nerostné suroviny patří státu). V nejlepším zájmu všech majitelů je, určit limit, kterým se každý z nich při těžbě bude řídit, aby nikdo z nich netratil a vytěžili všichni stejné množství ropy. Jenomže se mezi nimi objeví černý pasažér, jehož největším zájmem je jeho vlastní profit. Rozhodne se těžební limit porušit a na úkor poctivých spoluvlastníků získá nejvíce ropy.

## Černí pasažéři v ekonomii
V ekonomii je problém černých pasažérů považován za hospodářský fenomén, který bývá jednou z makroekonomických příčin tržního selhání. Ekonomové upozorňují na to, že pokud člověk ví, že získá výhodu bez ohledu na to, zda něco udělá (s čímž jsou spojené určité náklady) či ne, často se nakonec rozhodne nedělat nic. Profesor ekonomie Paul Heyne uvedl několik frází, které se s černým pasažérem typicky pojí-např. "Budeme schopni vypořádat se s problematikou energetiky, pokud každý z nás...".

### Pozitivní externality
Sociální externality jsou vnější efekty, které se projevují v rámci výkonu jakékoli činnosti jednotlivce nebo obchodní organizace. Nejsou pro ně zpravidla stanoveny plány, ani se neobjevují v účetnictví. Tyto efekty může spotřebovávat jak sám "producent", tak i lidé v jeho okolí, a získávat tím tak pozitivní účinek (např.: cítit krásu při pozorování květin vysázených organizací v centru města). Kromě negativních externalit existují i externality pozitivní. Ty podle ekonomů povzbuzují lidi k jednání černého pasažéra. Jejich výsledky ovlivňují všechny stejně, bez ohledu na to, zda se na jejich tvorbě podíleli, či nikoliv. V této souvislosti vzniká problém, zdali má někdo správnou motivaci k vytváření černých pasažérů, či budou všichni doufat, že je obdrží jako vnější efekt činnosti druhých.

## Černí pasažéři v kolektivním vyjednávání
Černí pasažéři jsou v rámci kolektivního vyjednávání zaměstnanci, již nejsou členy odborů a nijak se nezasazují při prosazování kolektivních smluv, ale zároveň si užívají výhod, kterých bylo těmito smlouvami dosaženo. Problém černého pasažéra má negativní dopad na produktivitu odborů, snižuje šanci úspěšného vyjednávání se zaměstnavateli a jistým způsobem redukuje legitimitu odborů. Z výzkumu vyplývá, že černými pasažéry bývají nejčastěji ženy s nižšími platy. Černí pasažéři nemohou být nijak stíhaní, jelikož podle zákona musí odbory uplatňovat princip tzv. sociální reprezentace. To znamená, že musí zastupovat všechny zaměstnance, nejenom své členy. Kromě klasických černých pasažérů (free riders) rozlišujeme i tzv. „levné pasažéry“ (cheap riders). Ti se odlišují tím, že alespoň částečně platí členské poplatky odborové organizaci.
Černí pasažéři se v podstatě objevují všude, kde je absence jasně daných vlastnických práv. Pokud nejsou vlastnická práva jasně definovaná a prosazována, snadno může jedinec zneužít situace a prosadit své zájmy na úkor ostatních členů kolektivu.